# Pedro Arias Dávila
Pedrarias Dávila (Pedro Arias Dávila) (Segovia, ca. 1440 – Léon, 6 maart 1531) was een Spaanse conquistador die een van de eerste Spaanse expedities leidde in de Nieuwe Wereld.

## Biografie
Dávila huwde met een naaste vriendin van koningin Isabella I van Castilië en verkreeg daarmee enige invloed aan het Spaanse hof. In zijn vroege carrière voerde hij met name campagnes uit tegen de Moren in Granada en in Noord-Afrika. Na ca 30 jaar een kleine rol te hebben gespeeld als legeraanvoerder werd hij, hij was toen bijna 70,  in 1514 door Ferdinand II van Aragon benoemd tot de leider van de eerste grote Spaanse expeditie naar de Nieuwe Wereld.
Hij bereikte de Nieuwe Wereld in Santa Marta te Colombia. Vervolgens trok hij richting Panama waar Vasco Núñez de Balboa resideerde. Dávila volgde hem op als gouverneur. Tevens begon hij met het stichten van een nieuwe hoofdstad, het huidige Panama-Stad. Hij subsidieerde Francisco Pizarro en Diego de Almagro in hun verovering van Peru. In 1526 werd hij door Pedro de los Ríos opgevolgd als gouverneur. Hij vertrok naar Nicaragua waar hij tot gouverneur werd benoemd en stierf daar op 91-jarige leeftijd in 1531.